# Gran Premio di Losanna 1949
Il Gran Premio di Losanna 1949 è stato un Gran Premio di automobilismo della stagione 1949.

## Gara

### Risultati
| Pos | Nr | Pilota               | Vettura                | Giri | Tempo/Ritiro     |
| --- | -- | -------------------- | ---------------------- | ---- | ---------------- |
| 1   | 10 | Giuseppe Farina      | Maserati 4CLT/48       | 90   | 2h44:27.3        |
| 2   | 14 | Alberto Ascari       | Ferrari 125            | 80   | + 1:20.7         |
| 3   | 26 | Toulo de Graffenried | Maserati 4CLT/48       | 87   | + 3 giri         |
| 4   | 38 | Franco Cortese       | Ferrari 166C           | 87   | + 3 giri         |
| 5   | 4  | Louis Chiron         | Talbot-Lago T26C       | 86   | + 4 giri         |
| 6   | 12 | Luigi Villoresi      | Ferrari 125            | 86   | + 4 giri         |
| 7   | 8  | Johnny Claes         | Talbot-Lago T26C       | 85   | + 5 giri         |
| 8   | 30 | Toni Branca          | Maserati 4CL           | 85   | + 5 giri         |
| 9   | 18 | David Murray         | ERA Tipo B             | 84   | + 6 giri         |
| Rit | 22 | Peter Whitehead      | Ferrari 125            | 84   | + 6 giri         |
| Rit | 24 | Prince Bira          | Maserati 4CLT48        | 69   | Serbatoio        |
| Rit | 2  | Raymond Sommer       | Ferrari Ferrari 166 SC | 48   | Surriscaldamento |
| Rit | 6  | Philippe Étancelin   | Talbot-Lago T26C       | 35   | Testacoda        |
| Rit | 28 | Frank Séchehaye      | Maserati 4CL           | 25   | Testacoda        |
| Rit | 20 | David Hampshire      | Maserati 4CLT48        | 14   | Alternatore      |
| Rit | 36 | Hans Stuck           | AFM 6                  | 7    | Alimentatore     |
| NQ  | 32 | Max Christen         | Maserati 4CS           |      |                  |
| NQ  | 34 | Richard Ramseyer     | Maserati 4CM           |      |                  |
| NA  | 16 | Reg Parnell          | Maserati 4CLT/48       |      |                  |